# Bob Wilkerson
Robert "Bobby" Lee Wilkerson (Anderson, Indiana, 15 de agosto de 1954) es un exjugador de baloncesto estadounidense que jugó 7 temporadas en la NBA. Con 1,98 metros de altura, lo hacía en la posición de escolta.

## Trayectoria deportiva

### Universidad
Jugó durante cuatro temporadas con los Hoosiers de la Universidad de Indiana, en las que promedió 7,8 puntos, 5,3 asistencias y 4 rebotes por partido. En 1976 fue titular en el equipo que consiguió el Campeonato de la NCAA tras derrotar en la final a Michigan por 86-68.

### Profesional
Fue elegido en la undécima posición del Draft de la NBA de 1976 por Seattle Supersonics, donde en su única temporada en el equipo promedió 6,7 puntos y 3,3 rebotes por partido. Al año siguiente fue traspasado, junto con Tom Burleson y una futura segunda ronda del draft a Denver Nuggets, a cambio de Paul Silas, Marvin Webster y Willie Wise. Allí se ganó enseguida el puesto de titular. Jugó tres temporadas, siendo la más destacada la 1979-80, en la que hizo sus mejores números como profesional, promediando 13,8 puntos, 4,2 rebotes y 3,2 asistencias por encuentro.
Antes del comienzo de la temporada 1980-81 fue traspasado a Chicago Bulls, donde jugó una única temporada, firmando al año siguiente como agente libre por Cleveland Cavaliers. En los Cavs disputaría sus dos últimas temporadas como profesional.

## Estadísticas de su carrera en la NBA

### Temporada regular
| Temporada | Edad | Equipo              | Liga | P   | TIT | MIN  | TC  | TCA  | %TC  | 3P  | 3PA | %3P  | TL  | TLA | %TL  | R.OF. | R.DEF. | REB | ASIS | ROB | TAP | PER | FP  | PTS  |
| 1976-77   | 22   | Seattle Supersonics | NBA  | 78  |     | 19.9 | 2.8 | 7.3  | .386 |     |     |      | 1.1 | 1.6 | .689 | 1.2   | 2.1    | 3.3 | 2.2  | 0.9 | 0.1 |     | 1.7 | 6.7  |
| 1977-78   | 23   | Denver Nuggets      | NBA  | 81  |     | 34.3 | 4.7 | 11.6 | .408 |     |     |      | 1.9 | 2.6 | .748 | 1.2   | 4.6    | 5.9 | 5.4  | 1.6 | 0.3 | 3.6 | 3.4 | 11.4 |
| 1978-79   | 24   | Denver Nuggets      | NBA  | 80  |     | 30.3 | 5.0 | 10.9 | .456 |     |     |      | 1.5 | 2.2 | .688 | 1.3   | 3.9    | 5.2 | 3.6  | 1.5 | 0.3 | 2.5 | 2.4 | 11.4 |
| 1979-80   | 25   | Denver Nuggets      | NBA  | 75  |     | 31.7 | 5.7 | 13.7 | .417 | 0.1 | 0.5 | .206 | 2.2 | 3.0 | .748 | 1.1   | 3.1    | 4.2 | 3.2  | 1.2 | 0.4 | 2.6 | 2.6 | 13.8 |
| 1980-81   | 26   | Chicago Bulls       | NBA  | 80  |     | 28.0 | 4.1 | 8.9  | .462 | 0.0 | 0.1 | .100 | 1.7 | 2.0 | .840 | 1.1   | 2.5    | 3.5 | 3.4  | 1.3 | 0.3 | 2.2 | 2.1 | 10.0 |
| 1981-82   | 27   | Cleveland Cavaliers | NBA  | 65  | 38  | 27.8 | 4.4 | 10.4 | .418 | 0.0 | 0.3 | .167 | 2.2 | 2.8 | .784 | 0.9   | 2.9    | 3.8 | 3.6  | 1.4 | 0.4 | 2.1 | 2.9 | 11.0 |
| 1982-83   | 28   | Cleveland Cavaliers | NBA  | 77  | 11  | 22.1 | 2.8 | 6.6  | .417 | 0.0 | 0.1 | .000 | 1.2 | 1.6 | .750 | 0.8   | 2.3    | 3.1 | 2.5  | 0.9 | 0.2 | 2.1 | 2.0 | 6.7  |
| Total     |      |                     | NBA  | 536 | 49  | 27.8 | 4.2 | 9.9  | .425 | 0.0 | 0.2 | .167 | 1.7 | 2.2 | .751 | 1.1   | 3.1    | 4.2 | 3.4  | 1.3 | 0.3 | 2.5 | 2.4 | 10.1 |

### Playoffs
| Temporada | Edad | Equipo         | Liga | P  | MIN | TCA | TC  | 3PA | 3P | TLA | TL | R.OF. | REB | ASIS | ROB | TAP | PER | FP | PTS | %TC  | %3P  | %FT   | MIN  | PTS | REB | AST |
| 1977-78   | 23   | Denver Nuggets | NBA  | 13 | 426 | 47  | 127 |     |    | 26  | 42 | 20    | 71  | 78   | 19  | 4   | 25  | 55 | 120 | .370 |      | .619  | 32.8 | 9.2 | 5.5 | 6.0 |
| 1978-79   | 24   | Denver Nuggets | NBA  | 3  | 101 | 14  | 34  |     |    | 1   | 3  | 7     | 26  | 15   | 3   | 1   | 6   | 7  | 29  | .412 |      | .333  | 33.7 | 9.7 | 8.7 | 5.0 |
| 1980-81   | 26   | Chicago Bulls  | NBA  | 6  | 152 | 25  | 59  | 0   | 1  | 5   | 5  | 6     | 16  | 14   | 5   | 1   | 11  | 13 | 55  | .424 | .000 | 1.000 | 25.3 | 9.2 | 2.7 | 2.3 |
| Total     |      |                | NBA  | 22 | 679 | 86  | 220 | 0   | 1  | 32  | 50 | 33    | 113 | 107  | 27  | 6   | 42  | 75 | 204 | .391 | .000 | .640  | 30.9 | 9.3 | 5.1 | 4.9 |